# 克拉尼斯基廣場

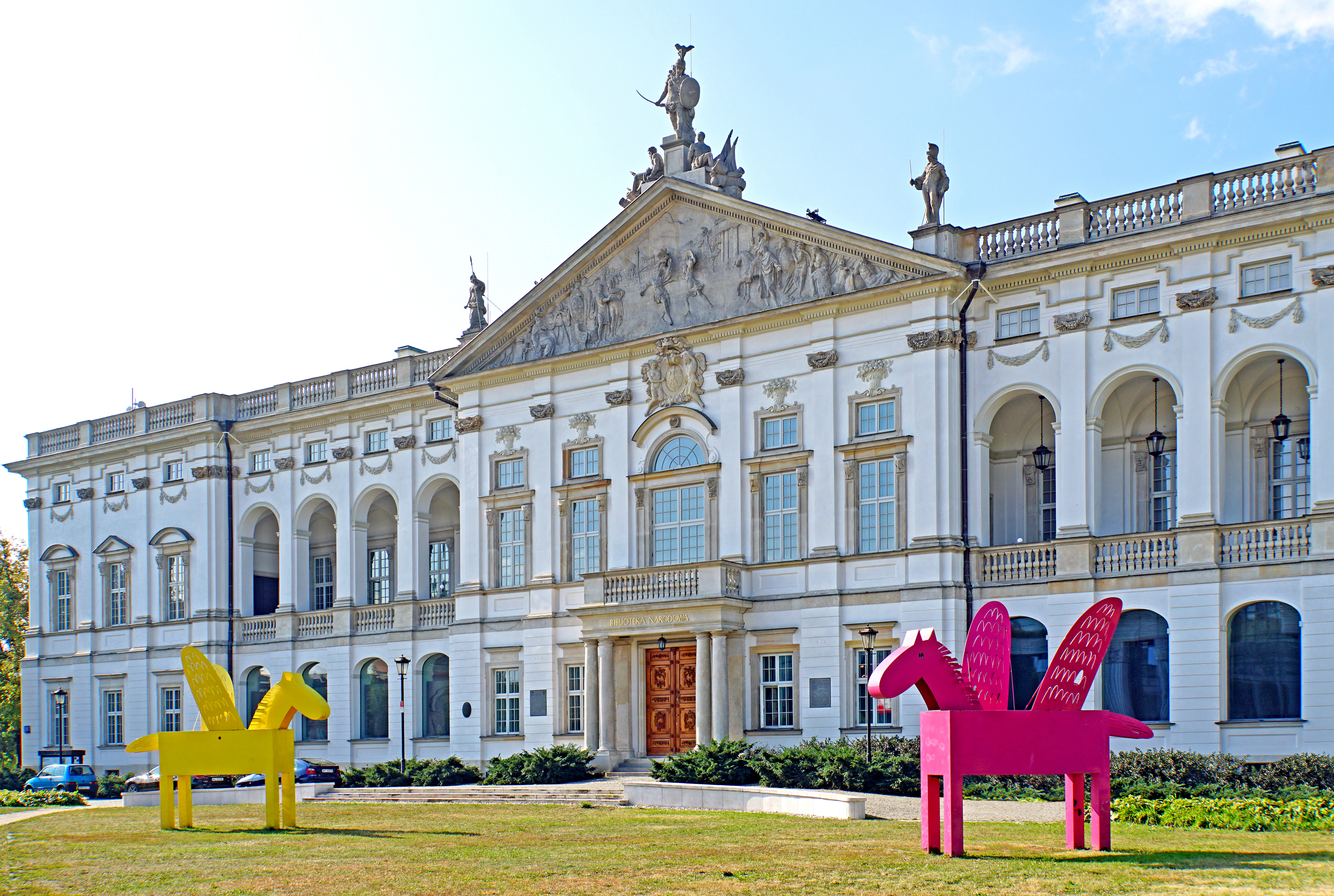
克拉尼斯基廣場

克拉尼斯基廣場（波蘭語：plac Krasińskich）是位於波蘭首都華沙市中心的一座廣場。這座廣場以眾多的歷史建築而著稱。廣場的歷史起源於18世紀後期。